# Saint-Vincent-de-Tyrosse
Saint-Vincent-de-Tyrosse è un comune francese di 7 576 abitanti situato nel dipartimento delle Landes nella regione della Nuova Aquitania. Fa parte della regione naturale ed ex viscontea della Maremne.

## Società

### Evoluzione demografica
Abitanti censiti